# Гуславский, Пётр Лукич
Пётр Лукич Гуславский (1863—?) — русский военачальник, генерал-лейтенант.

## Биография
Пётр Лукич Гуславский родился 29 июня 1863 года в православной семье. Образование получил в Орловском Бахтинском кадетском корпусе (1882). В службу вступил 24 августа 1882 года.
Окончил 3-е военное Александровское училище (1884). Выпущен хорунжим (ст. 14.08.1884) в Иркутскую конную казачью сотню. Сотник (ст. 01.01.1885). Подъесаул (30.12.1887). Затем был переведен в 90-й пехотный Онежский полк с чином штабс-капитана (ст. 14.12.1889).
Окончил Николаевскую академию генштаба (1892; по 1-му разряду). Капитан (ст. 06.05.1892; по 1-му разряду). Состоял при Киевском Военном округе. Старший адъютант штаба 19-й пехотной дивизии с 26.11.1892 по 22.11.1895. Цензовое командование эскадроном отбывал в 35-м драгунском Белгородском полку (03.10.1894-08.10.1895). Старший адъютант штаба 12-го армейского корпуса (22.11.1895-13.04.1897). Подполковник (ст. 13.04.1897). Штаб-офицер для поручений при штабе Кавказского военного округа (13.04.1897-12.10.1900). Для ознакомления с требованиями управления и ведения хозяйства в кавалерийском полку был прикомандирован к 44-му драгунскому Нижегородскому полку (01.04.-01.10.1900).
Старший адъютант штаба Кавказского военного округа (12.10.1900-23.05.1901). Полковник (ст. 01.04.1901; за отличие). Начальник штаба Кавказской кавалерийской дивизии (23.05.1901-12.10.1906). Был прикомандирован к пехоте (11.08.-11.09.1904). Начальник Новочеркасского казачьего юнкерского училища (12.10.1906-26.05.1910).
Генерал-майор (ст. 26.05.1910; за отличие). Помощник начальника штаба Казанского военного округа (26.05.-06.10.1910). Окружной генерал-квартирмейстер штаба Казанского военного округа (06.10.1910-27.08.1913). Командир 1-й бригады 2-й казачьей сводной дивизии (с 27.08.1913; в должности на 10.07.1916 и 03.01.1917). Отличился 10 августа 1914 г. в бою у с. Джурин. Генерал-лейтенант (ст. 21.07.1915). Состоял в резерве чинов при штабе Киевского военного округа (с 21.07.1917).
Пётр Лукич Гуславский был женат, имел четырёх детей. Дата и место смерти неизвестны.

## Награды
- Награждён орденом Св. Георгия 4-й степени (31 марта 1916).
- Также награждён орденами Св. Станислава 3-й степени (1899); Св. Анны 3-й степени (1905); Св. Станислава 2-й степени (1906); Св. Владимира 3-й степени (1912); Св. Анны 1-й степени с мечами (1914); Св. Станислава 1-й степени с мечами (1914); Св. Владимира 2-й степени с мечами (1915).

## Фотодокументы
Статья из журнала «Разведчик» № 858—859 за 1907 год. Автор — начальник Новочеркасского казачьего юнкерского училища полковник Гуславский Петр Лукич.

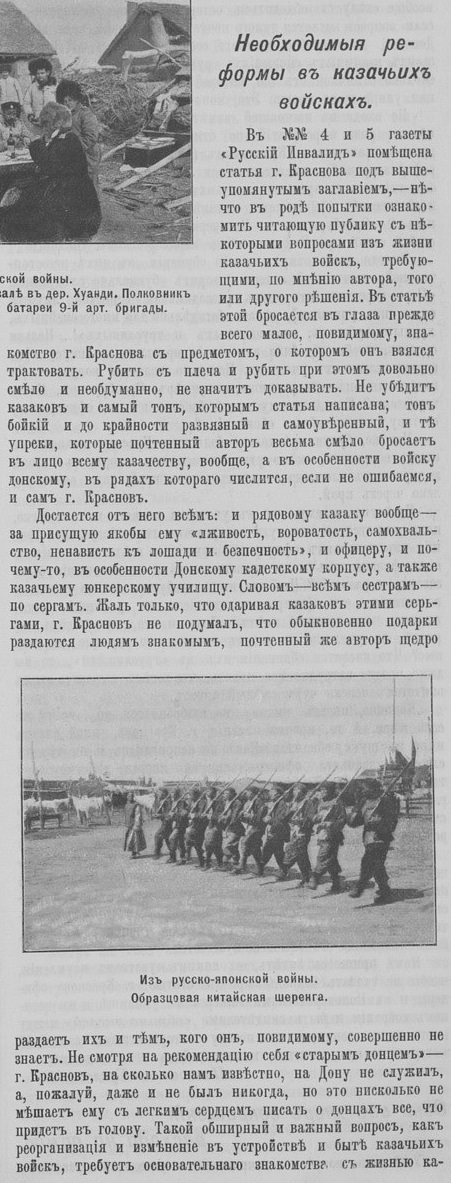
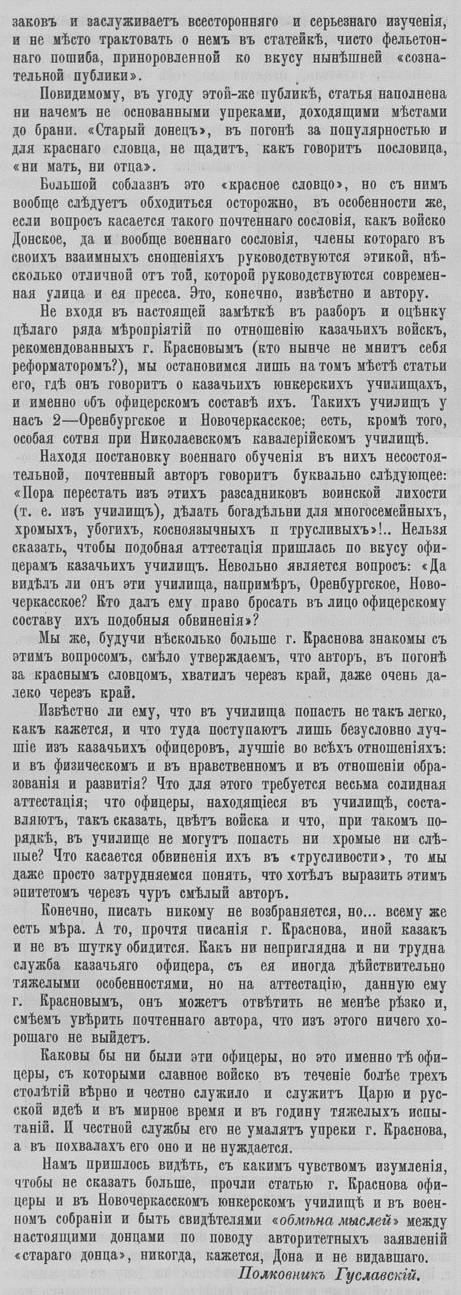